# Парламентские выборы в Кабо-Верде (2021)
Парламентские выборы 2021 года в Кабо-Верде проходили 18 апреля.

## Предвыборная обстановка
Премьер-министр Хосе Коррея и Силва из партии христианского Движение за демократию боролся за переизбрание после пяти лет правления. Его главным соперником была Жанира Хоппфер Алмада из умеренной социалистической Африканской партии независимости Кабо-Верде (ПАИКВ), которая в случае избрания стала бы первой женщиной премьер-министром страны.
Обе партии были доминирующими политическими силами в Кабо-Верде с момента его демократизации, но в выборах принимали участие также несколько новых партий, таких как Народная партия, Труд и солидарность и Социал-демократическая партия.

## Избирательная система
72 депутата Национального собрания Кабо-Верде избираются в 16 многомандатных округах, количество мест в которых насчитывает от 2 до 15. Выборы проходят по системе пропорционального представительства, распределение мандатов осуществляется по методу Д’Ондта .

## Кампания
В выборах участвовало около 600 кандидатов, было зарегистрировано 393 166 избирателей в стране и за рубежом. Некоторые партии ратовали за запрещение предвыборных демонстраций и, хотя ЦИК официально запретил демонстрации в связи с пандемией COVID-19, он не реагировал на встречи, организованные двумя основными партиями.

## Результаты
| Партия                                                        | Голоса  | %     | +/-  | Места | +/- |
| ------------------------------------------------------------- | ------- | ----- | ---- | ----- | --- |
| Движение за демократию                                        | 110 054 | 50,01 | -4,4 | 38    | -2  |
| Африканская партия независимости Кабо-Верде                   | 86 926  | 39,50 | +1,2 | 30    | +1  |
| Демократический и независимый союз Кабо-Верде                 | 19 868  | 9,03  | +2,2 | 4     | +1  |
| Партия труда и солидарности                                   | 2087    | 0,95  | +0,9 | 0     | 0   |
| Народная партия                                               | 752     | 0,34  | -    | 0     | 0   |
| Социал-демократическая партия                                 | 271     | 0,12  | -    | 0     | 0   |
| Недействительных/пустых бюллетеней                            | 5505    | 2,44  | -    | -     | -   |
| Всего                                                         | 225 582 | 100   | 0    | 72    | 0   |
| Зарегистрированных избирателей/Явка                           | 392 580 | 57,46 | -    | -     | -   |
| Источник: ЦИК Архивная копия от 7 мая 2021 на Wayback Machine |         |       |      |       |     |